# Конвой Йокосука – Трук (01.06.43 – 11.06.43)
Конвой Йокосука — Трук (01.06.43 — 11.06.43) — японський конвой часів Другої світової війни, проведення якого відбувалось у червні 1943-го.
Пунктом призначення конвою був атол Трук у центральній частині Каролінських островів, де ще до війни створили потужну базу японського ВМФ, з якої до лютого 1944-го провадились операції у цілому ряді архіпелагів. Вихідним пунктом став розташований у Токійській затоці порт Йокосука (саме звідси традиційно вирушала більшість конвоїв на Трук).
До складу конвою увійшли транспорти «Кайшо-Мару», «Мьоко-Мару» (Myoko Maru), «Тайнан-Мару» і «Сібазоно-Мару», а також певний ескорт.
Загін вирушив з порту 1 червня 1943-го. Його маршрут пролягав через кілька традиційних районів патрулювання американських підводних човнів, які зазвичай діяли поблизу східного узбережжя Японського архіпелагу, біля островів Огасавара, Маріанських островів та на підходах до Труку. Враховуючи це, в районі Сайпану (Маріанський архіпелаг) ескорт забезпечували переобладнаний сітьовий загороджувач «Шуко-Мару» (Shuko Maru) та переобладнаний тральщик «Секі-Мару № 3» (повернулись на Сайпан 11 червня). А 9 червня за чотири сотні кілометрів на північний захід від Трука конвой зустрів переобладнаний канонерський човен «Чоун-Мару», який надавав супровід на завершальній ділянці маршруту.
11 (за іншими даними — 12) червня 1943-го конвой без інцидентів прибув на Трук.